# (5781) Barkhatova
(5781) Barkhatova est un astéroïde de la ceinture principale.

## Description
(5781) Barkhatova est un astéroïde de la ceinture principale. Il fut découvert le 24 septembre 1990 à Naoutchnyï par Galina Kastel et Lioudmila Jouravliova. Il présente une orbite caractérisée par un demi-grand axe de 2,14 UA, une excentricité de 0,04 et une inclinaison de 2,7° par rapport à l'écliptique.

## Compléments